# Deutsche Film AG
DEFA, Deutsche Film AG, DDR:s filmbolag med säte i Potsdam-Babelsberg. DEFA producerade omkring 900 spelfilmer, 820 animerade filmer samt 5 800 dokumentär- och kortfilmer. Omkring 8 000 filmer dubbades. 

## Historia

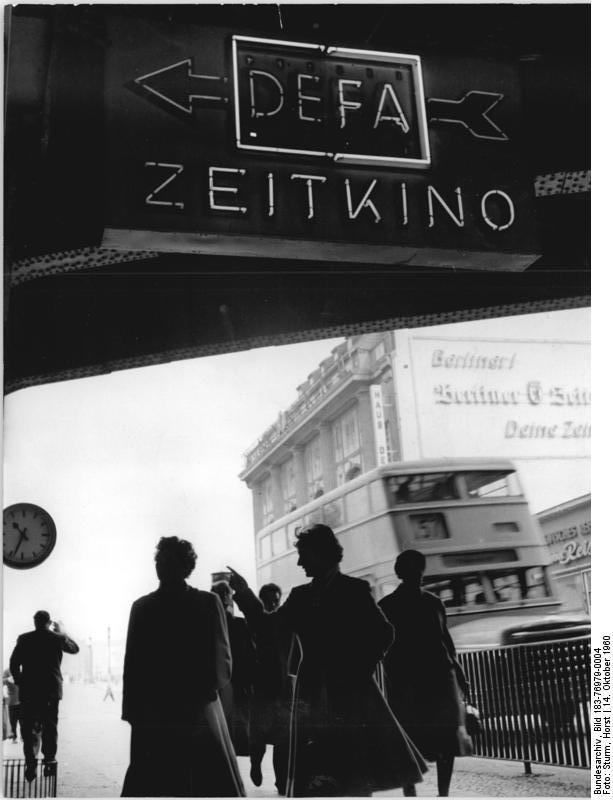
DEFA-Zeitkino

DEFA tog över efter Universum Film AG i den sovjetiska sektorn som skapades efter andra världskriget. DEFA blev sedermera DDR:s filmbolag. 17 maj 1946 skapades Deutsche-Film-AG i Potsdam-Babelsberg med förkortningen DEFA. Förslaget till förkortningen kom från Adolf Fischer och logotypen skapades av Hans Klering. Den första filmen i Tyskland efter andra världskriget spelades in av DEFA, Mördarna finns mitt ibland oss med Hildegard Knef i en av huvudrollerna.
Huvudtemat och målbilden för SED och DEFA-filmerna var till en början antifascismen och den socialistiska realismen. Filmer som spelades in handlade framförallt om arbetarklassen eller var antikrigsfilmer. Filmerna skulle visa socialistiska, humanistiska och kommunistiska värderingar och visa kärleken till DDR. 
Progress Film-Verleih som tog över rättigheterna 1990. 1992 såldes DEFA av Treuhandanstalt till Progress Film-Verleih. 1998 skapades en stiftelse, DEFA-Stiftung, som tog över rättigheterna till DEFA-filmerna. Målet för stiftelsen är att göra filmerna användbara för allmänheten och stödja den tyska filmkulturen. Bundesarchiv-Filmarchiv förvarar filmmaterialet och har ansvaret för det långsiktiga bevarandet av DEFA:s produktion.

## Viktiga regissörer
- Carl Balhaus (1905–1968)
- Frank Beyer (1932–2006)
- Jürgen Böttcher (f. 1931)
- Heiner Carow (1929–1997)
- Richard Cohn-Vossen (f. 1934)
- Ernst Cantzler (f. 1940)
- Lutz Dammbeck (f. 1948)
- Slatan Dudow (1903–1963)
- Karl Gass (1917-2009)
- Roland Gräf (f. 1934)
- Richard Groschopp (1906–1996)
- Egon Günther (1927–2017)
- Iris Gusner (f. 1941)
- Peter Hagen (f. 1929)
- Falk Harnack (1913–1991)
- Siegfried Hartmann (f. 1927)
- Martin Hellberg (1905–1999)
- Hugo Herrmann (1903–1975)
- Kurt Jung-Alsen (1915–1976)
- Ralf Kirsten (1930–1998)
- Gerhard Klein (1920–1970)
- Volker Koepp (f. 1944)
- Werner Kohlert (f. 1939)
- Gottfried Kolditz (1922–1982)
- Jochen Kraußer (f. 1943)
- Siegfried Kühn (f. 1935)
- Rolf Losansky (1931-2016)
- Kurt Maetzig (1911–2012)
- Karl Heinz Mund (f. 1937)
- Günter Reisch (f. 1927)
- Ingrid Reschke (1936–1971)
- Horst Seemann (1937–2000)
- Rainer Simon (f. 1941)
- Wolfgang Staudte (1906–1984)
- Erwin Stranka (f. 1934)
- Frank Vogel (1929–1999)
- Lothar Warneke (1936–2005)
- Kurt Weiler (1921–2016)
- Konrad Weiß (f. 1942)
- Konrad Wolf (1925–1982)
- Herrmann Zschoche (f. 1934)

## Urval av DEFA-filmer
- Mördarna finns mitt ibland oss (ty. Die Mörder sind unter uns)
- Jakob der Lügner
- Ich war neunzehn
- Nackt unter Wölfen
- Der geteilte Himmel (efter Christa Wolfs roman)
- Undersåten (Der Untertan efter Heinrich Manns roman)
- Solo Sunny
- Die Kinder von Golzow
- Thälmann - Sohn seiner Klasse
- Thälmann - Führer seiner Klasse (om Ernst Thälmann)
- Die Legende von Paul und Paula